# قاعدة بيروت الجوية
قاعدة بيروت الجوية، هي قاعدة عسكرية تابعة للقوات المسلحة اللبنانية، وهي تقع على بعد 9 كم ( 5.6 ميل) من وسط المدينة في الضاحية الجنوبية لبيروت في لبنان.
عمليا تمثّل القاعدة المذكورة، الطرف الغربي من مطار رفيق الحريري الدولي في بيروت، ويشغلها سلاح الجو اللبناني، وهي قاعدة للعديد من الطائرات الحربية وطائرات الهيلوكبتر.

## تاريخ إنشاء القاعدة
أنشأ الفرنسيون العام 1933 مطارًا مدنيًا في بئر حسن في بيروت يخدم لبنان والمنطقة المجاورة في الشرق الأوسط، ولكن هذا المطار بات مهملاً منذ العام 1950.

وبعد أن بقيت قيادة سلاح الجوّ أربع سنوات ونصف في رياق، قرر قائد الجيش نقل هذا المركز إلى بيروت اعتباراً من أول كانون الثاني 1954 وإبقاء قيادة القاعدة في رياق.

## المنشآت
تعتبر القاعدة الجوية في بيروت، المأوى أو المهجع لطائرات السرب الثامن المشغل لطائرات Aerospatiale SA.342 Gazelles وطائرات السرب العاشر والسرب الحادي عشر المشغل لطائرات Bell UH-1H Hueys.